# والتر کرونکیت
والتر کرونکیت (انگلیسی: Walter Cronkite؛ زاده ۴ نوامبر ۱۹۱۶ درگذشته ۱۷ ژوئیهٔ ۲۰۰۹) گزارشگر و مجری آمریکایی تلویزیون بود. او بین سال‌های ۱۹۳۵ تا ۲۰۰۹ میلادی فعالیت می‌کرد و شهرتش بیشتر به‌عنوان گوینده اخبار بخش شبانگاهی سی‌بی‌اس نیوز در دهه‌های ۶۰ و ۷۰ میلادی است.اغلب به عنوان «معتمدترین مرد در آمریکا» از او نام می‌بردند. کرونکیت حوادث بسیاری را از ۱۹۳۷تا ۱۹۸۱ گزارش کرد، از جمله بمباران در جنگ جهانی دوم. محاکمه نورنبرگ؛ نبرد در جنگ ویتنام؛ هواپیماربایی میدان داوسون. واترگیت؛ بحران گروگان‌گیری در سفارت ایالات متحده آمریکا در ایران؛ و ترور رئیس‌جمهور جان اف کندی، مارتین لوتر کینگ جونیور پیشگام حقوق مدنی و جان لنون نوازنده بیتل‌ها. او همچنین به دلیل پوشش گسترده برنامه فضایی ایالات متحده، از پروژه عطارد گرفته تا فرود روی ماه و شاتل فضایی شناخته شده بود. او تنها دریافت کننده جایزه سفیر اکتشاف غیر از ناسا بود.
کرونکیت در ۱۷ ژوئیه ۲۰۰۹ در سن ۹۲ سالگی بر اثربیماری‌ مغزی-عروقی در خانه خود درگذشت.